# Foot Village
Foot Village é uma banda de rock alternativo dos Estados Unidos, formada em Los Angeles em 2006. Ela possui um estilo que mistura rock alternativo, noise rock, avant-garde e entre outros.

## Integrantes

### Formação atual
- Brian Miller - bateria e vocal
- Joshua Taylor - bateria
- Grace Lee - bateria e vocal
- Dan Rowan - bateria

## Discografia

### Álbuns
- Fuck The Future, 2007
- Friendship Nation, 2008
- Fuck The Future II, 2009
- Anti-magic, 2009

### Singles
- Foot Village / 60 Watt Kid, split
- Lovers With Iraqis/Totally Tween, 2011

### Compactos
- Deathbomb Digital Singles Club, 2010
- Pro-Creation Rockers, online comp, 2010

## Videografia
- Live at the Smell, DVD
- Live on VPRO[1]